# (16689) Vistula
(16689) Vistula – planetoida z grupy pasa głównego asteroid okrążająca Słońce w ciągu 5 lat i 223 dni w średniej odległości 3,16 au. Została odkryta 12 sierpnia 1994 roku w Europejskim Obserwatorium Południowym przez Erica Elsta. Nazwa planetoidy pochodzi od łacińskiej nazwy polskiej rzeki Wisły.